# Bogdan Sadowski (dziennikarz)
Bogdan Sadowski (ur. 1956 w Warszawie) – diakon rzymskokatolicki, dziennikarz i publicysta.

## Życiorys
Absolwent historii sztuki na Wydziale Teologii Akademii Teologii Katolickiej w Warszawie. Od 1989 roku pracuje w zawodzie dziennikarza.
Od 1993 roku pracował w telewizji publicznej. Przez kilkanaście lat był zastępcą kierownika Redakcji Programów Katolickich TVP. W latach 90. XX wieku wspólnie z Witoldem Kołodziejskim prowadził w TVP1 programy o tematyce publicystyczno-religijnej. Do 2007 roku był współgospodarzem niedzielnego programu Między Ziemią a Niebem, a także jednym z pomysłodawców i prowadzących Studia Papieskiego TVP podczas pielgrzymek Jana Pawła II i Benedykta XVI do Polski.
Od 2007 roku związany z Telewizją Puls, gdzie pełnił stanowisko dyrektora Redakcji Katolickiej TV Puls. W latach 2009–2014 był zastępcą dyrektora do spraw programowych w Centrum Myśli Jana Pawła II w Warszawie, a następnie do 2019 roku ekspertem Centrum, zatrudnionym na etacie głównego specjalisty do spraw programowych. Równolegle, w latach 2014-2017, jeden z redaktorów portalu internetowego LumenTV.pl, dla którego tworzył wywiady, felietony oraz autorskie programy. Od 2017 roku redaktor naczelny miesięcznika „Magnificat”.
Był pierwszym koordynatorem regionu warszawskiego Ruchu Odnowy w Duchu Świętym. Zaangażowany w parafialną służbę liturgiczną jako ministrant, a później lektor. Od 2000 roku był szafarzem nadzwyczajnym Komunii Świętej. W 2005 roku ukończył kurs i odbył przygotowanie do posługi duchownej w Ośrodku Formacji Diakonów Stałych w Przysieku. 9 sierpnia 2009 roku w Magdalence został wyświęcony przez arcybiskupa Kazimierza Nycza na pierwszego diakona stałego archidiecezji warszawskiej.
W roku 2003 decyzją papieża Jana Pawła II otrzymał odznaczenie: „Pro Ecclesia et Pontifice”.
Jest żonaty, ma dwóch synów i pięcioro wnuków.